# Halogy
Halogy é um município da Hungria, situado no condado de Vas. Tem 7,05 km² de área e sua população em 2015 foi estimada em 255 habitantes.